# 安保清種
安保 清種（あぼ きよかず、1870年11月8日（明治3年10月15日） - 1948年（昭和23年）6月8日）は、明治・大正・昭和期の日本の海軍軍人。海軍大将正三位勲一等功四級男爵。濱口内閣海軍大臣。佐賀県出身。
東京都新宿区にある道路「安保坂」は、安保の邸があったことに由来する。

## 経歴
海軍草創期の中堅幹部・沢野種鉄大佐の三男として生まれる。前名は康三郎。佐賀中学、攻玉社を経て、海軍兵学校18期生。同期生に加藤寛治がいる。在学中は父が兵学校次長であった。しかし在学中に父が病没する。規定局長林清康少将（のち海軍中将）が長女との縁談を進め、林家の養子となる。同時に養父から「清」、実父から「種」の字を頂き、林清種に改名。1897年に男爵に叙せられた清康中将が安保姓に改姓したため、この時点で世に知られる安保清種の姓名となる。1909年、養父の死去に伴い男爵を相続する。
日清戦争時は防護巡洋艦「厳島」分隊士として出征し、黄海海戦、威海衛攻撃に参加。日露戦争時、日本海海戦において、連合艦隊の旗艦である戦艦「三笠」の砲術長を務め、艦隊の射撃指揮に功績を挙げた。その際、ロシアの戦艦の名を覚える必要があったが、水兵達が慣れないロシア語をなかなか覚えられなかった為、似たような日本語を自身で考え、それで憶えさせたというエピソードがある（戦艦アリョールを「蟻寄る」、インペラートル・アレクサンドル3世を「呆れ三太」オスラービアを「押すとぴしゃ」、ドミトリー・ドンスコイを「ゴミ取り権助」、クニャージ・スヴォーロフを「國親父座ろう」、ボロディノは「襤褸出ろ」、シソイ・ウェリーキーは「薄いブリキ」、防護巡洋艦イズムルードは、「水漏るぞ」など）。
しかし戦後は海上勤務が極端に少なくなる。1911年度の第2艦隊参謀長と1915年度の戦艦「安芸」艦長のみで、以後は軍政・軍令の双方でキャリアを積む。海軍大臣に至るまでに、1923年度に艦政本部長、翌年から財部彪海相のもとで海軍次官を1年間務めている。一方の軍令部では、1916年から5年にわたって第1班長を務め、1920年には軍令部次長に補され、山下源太郎軍令部長を1年半にわたり補佐した。ワシントン軍縮条約発効後の混乱を軍政・軍令両面で収拾した影の功労者である。
海外勤務が多い。日露戦争後の1908-1911年にイギリス駐在。第一次世界大戦直前から序盤の1913年-1915年に大使館附武官。戦後の1922年から1年間は国際連盟日本海軍代表。ロンドン軍縮会議中は顧問としてみたび訪英している。
1927年には、海軍大将に昇進。1930年には濱口内閣で海軍大臣となった。統帥権干犯問題で山梨勝之進海軍次官と末次信正軍令部次長が更迭されただけではなく、財部彪海軍大臣と加藤寛治軍令部長までもが辞職する事態となり、安保は艦隊派・条約派の亀裂を埋める苦労を強いられた。そこで従来の財部体制を大幅に見直し、海軍省・軍令部の幹部大多数を入れ替えた。海軍省では小林躋造次官・堀悌吉軍務局長・阿武清人事部長・寺島健教育局長・藤田尚徳艦政本部長、軍令部では谷口尚真部長・百武源吾次長・及川古志郎第1班長・吉田善吾第2班長などが安保に招聘された。しかし主要幹部が丸ごと入れ替わった軍令部では混乱が生じ、谷口部長・百武次長の更迭運動が発生した。安保はやむなく谷口の更迭を決意するが、後任を模索している期間中に濱口首相が襲撃されて死亡する。谷口の後任を決められないまま、安保は海軍大臣を辞職せねばならなかった。最大の懸案事項として残った次期軍令部長の件は、後任に指名した大角岑生海軍大臣が伏見宮博恭王を選んで決着したが、これが条約派追放の遠因となる。
1934年に予備役、同年7月28日、貴族院男爵議員補欠選挙で当選し、1935年に後備役に編入され、1940年に退役。1946年4月12日、貴族院議員を辞職。公職追放となり、追放中の1948年6月8日、胃がんのため杉並区成宗の自宅で死去。77歳。墓所は青山霊園(1イ4-25)。

## 栄典
位階
- 1894年（明治27年）4月16日 - 正八位[7]
- 1908年（明治41年）10月30日 - 正五位[8]
- 1912年（大正2年）11月10日 - 従四位[9]
- 1918年（大正7年）11月30日 - 正四位[10]
- 1923年（大正12年）12月28日 - 従三位[11]
- 1927年（昭和2年）5月2日 - 正三位[12]
- 1930年（昭和5年）10月15日 - 従二位[13]

勲章等
| 受章年                     | 略綬 | 勲章名                   | 備考 |
| -------------------------- | ---- | ------------------------ | ---- |
| 1895年（明治28年）11月18日 |      | 勲六等単光旭日章         |      |
| 1895年（明治28年）11月18日 |      | 明治二十七八年従軍記章   |      |
| 1901年（明治34年）5月31日  |      | 勲五等瑞宝章             |      |
| 1904年（明治37年）11月29日 |      | 勲四等瑞宝章             |      |
| 1906年（明治39年）4月1日   |      | 功四級金鵄勲章           |      |
| 1906年（明治39年）4月1日   |      | 旭日小綬章               |      |
| 1906年（明治39年）4月1日   |      | 明治三十七八年従軍記章   |      |
| 1915年（大正4年）11月7日   |      | 旭日中綬章               |      |
| 1915年（大正4年）11月7日   |      | 大正三四年従軍記章       |      |
| 1920年（大正9年）11月1日   |      | 旭日重光章               |      |
| 1927年（昭和2年）5月25日   |      | 勲一等瑞宝章             |      |
| 1931年（昭和6年）4月11日   |      | 旭日大綬章               |      |
| 1940年（昭和15年）8月15日  |      | 紀元二千六百年祝典記念章 |      |

外国勲章佩用允許
| 受章年                    | 国籍           | 略綬 | 勲章名                                   | 備考 |
| ------------------------- | -------------- | ---- | ---------------------------------------- | ---- |
| 1912年（明治45年）2月6日  | フランス共和国 |      | レジオンドヌール勲章オフィシエ           |      |
| 1912年（明治45年）2月6日  | イタリア王国   |      | イタリア王冠勲章コンメンダトーレ         |      |
| 1920年（大正9年）12月22日 | アメリカ合衆国 |      | ディスティングウィッシトサーヴィスメダル |      |

## 著書
- 安保清種、本多熊太郎『東郷元帥と日本海海戦 所謂一九三五-六年の危機』軍人会館事業部、1934年（昭和9年）6月21日。doi:10.11501/1099145。
- 安保清種『銃後独話』実業之日本社、1939年（昭和14年）1月24日。doi:10.11501/1462528。
- 安保清種『武将夜話 明日の海』東水社、1943年（昭和18年）3月28日。doi:10.11501/1450673。